# مطرناغة
مطرناغة جماعة قروية تابعة لإقليم صفرو ضمن جهة فاس بولمان بالمغرب. بلغ مجموع عدد سكانها حسب إحصاءات 2004 حوالي 5284 نسمة يعيشون في 982 أسرة. في عام 1994، كان عدد سكانها 6 209 نسمة يعيشون في 997 أسرة.

## دواوير
تتكون هذه الجماعة من عدة دواوير اهمها امطرناغة السفلية ، القصبة ، الكعدة، السراغنة، مكرحن ،النولات، النجاجرة، غمرة،  اولاد حماموش ، اولاد سحنون ، اولاد برادة ، اولاد عمير .....